# Carterica tricuspis
Carterica tricuspis là một loài bọ cánh cứng trong họ Cerambycidae.